# Шчиборовице
Шчиборовѝце (на полски: Ściborowice) е село в Южна Полша, Ополско войводство, Крапковишки окръг, община Крапковице. Според Полската статистическа служба към 31 декември 2009 г. селото има 531 жители.

## География

### Местоположение
Селото се намира в географския макрорегион Силезка равнина, който е част от Централноевропейската равнина. Разположено е край републикански път , на 7,5 км южно от общинския център град Крапковице.

## Инфраструктура
Селото е електрифицирано, има телефон и канализация. В 2002 г. от общо 129 обитавани жилища – снабдени с топла вода (116 жилища), с газ (69 жилища), самостоятелен санитарен възел (120 жилища); 1 жилище имат площ от 30 – 39 m², 1 жилища от 40 – 49 m², 11 жилища от 50 – 59 m², 36 жилища от 60 – 79 m², 24 жилища от 80 – 99 m², 20 жилища от 100 – 119 m², 36 жилища над 119 m².